# Король сафари
«Король сафари» (англ. Khumba) — полнометражный мультфильм производства ЮАР. Мировая премьера на кинофестивале в Канаде состоялась 8 сентября 2013 года,   в России — 24 июля 2014 года.

## Сюжет
С момента рождения Кумба приносит одни лишь несчастья. Всё потому, что родился наполовину белым. А с зеброй такое может случиться лишь в одном случае: это знак древнего проклятия.  Стадо изгоняет Кумбу, не вступается за него даже отец. Придётся бедняге самому разгребать свои проблемы, отыскать недостающие полоски и заслужить возвращение в семью.

## В ролях
| Актёр            | Персонаж             | Русский дубляж     |
| ---------------- | -------------------- | ------------------ |
| Джейк Ти Остин   | Кумба                | Оскар Кучера       |
| Стив Бушеми      | Скалк                | Борис Шувалов      |
| Лоретта Дивайн   | Мама Ви              | Ольга Кузнецова    |
| Лиам Нисон       | Фанго                | Владимир Антоник   |
| Лоренс Фишберн   | Секо                 | Владислав Копп     |
| Ричард Грант     | Брэдли               | Алексей Иващенко   |
| Аника Нони Роуз  | Лангиса              | Ольга Голованова   |
| Анна-София Робб  | Томби                | Мария Иващенко     |
| Кэтрин Тейт      | Нора                 | Ольга Шорохова     |
| Чарльз Адлер     | Гиеновидная собака 1 | Юрий Гальцев       |
| Хари Пейтон      | Гиеновидная собака 2 | Сергей Чихачёв     |
| Ди Брэдли Бейкер | отец сурикатов       | Сергей Балабанов   |
| Джефф Беннетт    | Рабит                | Константин Карасик |
| Мэйсон Чарльз    | сурикат 1            | Денис Некрасов     |
| Фил Ламарр       | старик               | Илья Исаев         |

## Награды и номинации
Международный фестиваль анимационных фильмов в Анси
- Лучший полнометражный мультфильм — номинация

Behind the Voice Actors Awards
- Лучшее вокальное исполнение мужской роли — Лиам Нисон (номинация), Стив Бушеми (номинация)

Международный кинофестиваль в Занзибаре
- Лучший анимационный фильм — победа[2]

Премия Африканской киноакадемии
- Лучший анимационный фильм — победа[3]

Анимационный фестиваль в Штутгарте
- Гран-при 	— номинация